# Varatella
Il Varatella o Varatello è un torrente della Liguria lungo circa 7 km; è tributario del Mar Ligure.

## Geografia

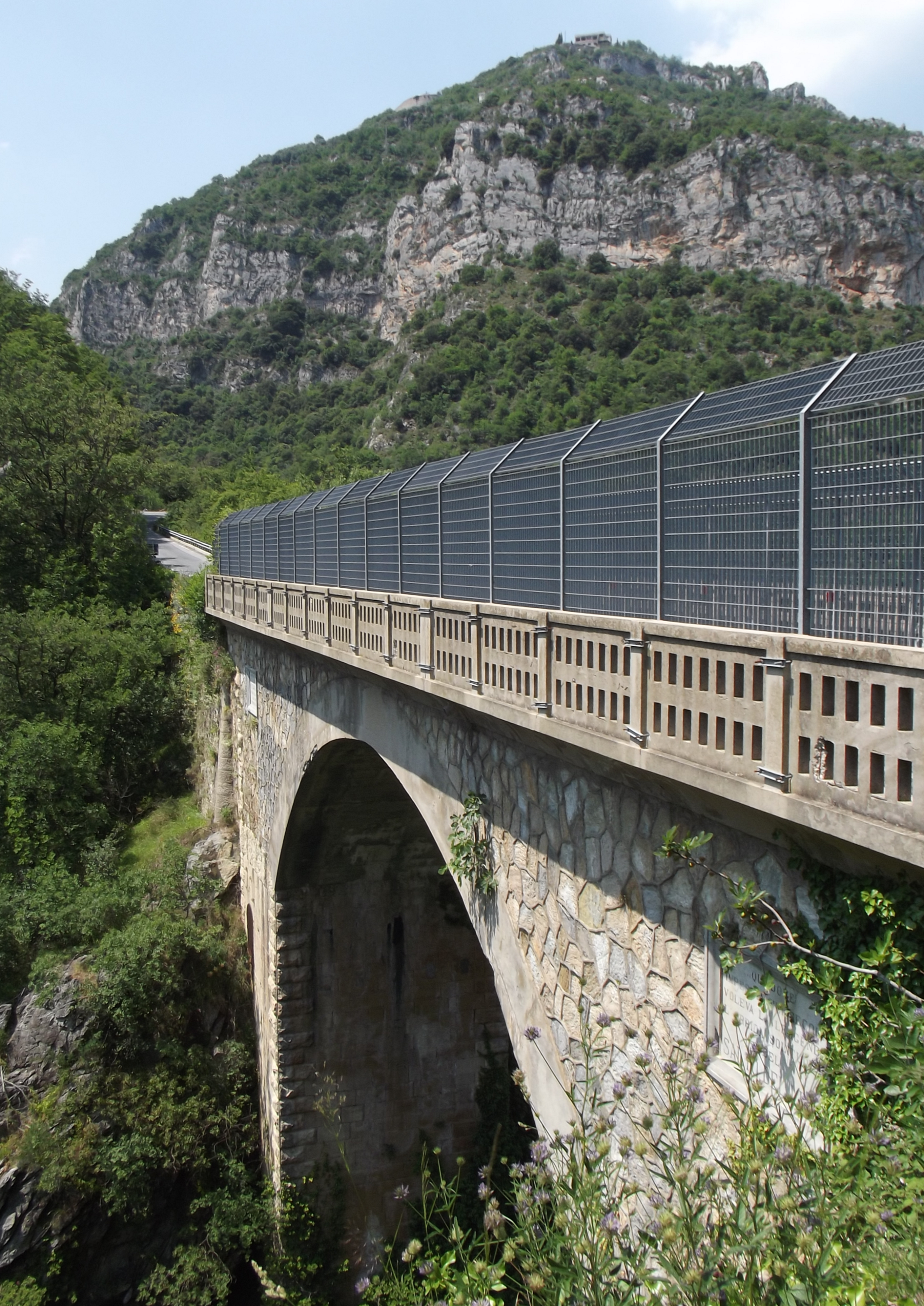
Il ponte della SP Bardineto-Borghetto

### Percorso
Il Varatella nasce a 170 metri di quota presso la località Salto del Lupo dalla confluenza di due rami sorgentizi, il rio di Carpe e il rio della Valle, che hanno entrambi origine sulle Prealpi Liguri. Scorre in una valle boscosa e piuttosto selvaggia con direzione prevalente da nord-ovest verso sud-est. Raggiunto il centro del comune di Toirano raccoglie a circa 45 metri di quota, da destra, le acque del suo principale affluente, il rio Barescione (o rio del Ponte). Sfocia infine nel Mar Ligure a Borghetto Santo Spirito.
Nel suo percorso viene intersecato o affiancato per lunghi tratti dalla strada provinciale n. 60 dir, che collega Bardineto con Borghetto tramite il giogo di Toirano, mentre poco prima della foce viene scavalcato in rapida successione dall'autostrada dei Fiori, dalla Via Aurelia e dalla Ferrovia Genova-Ventimiglia.

### Principali affluenti
- Sinistra idrografica:

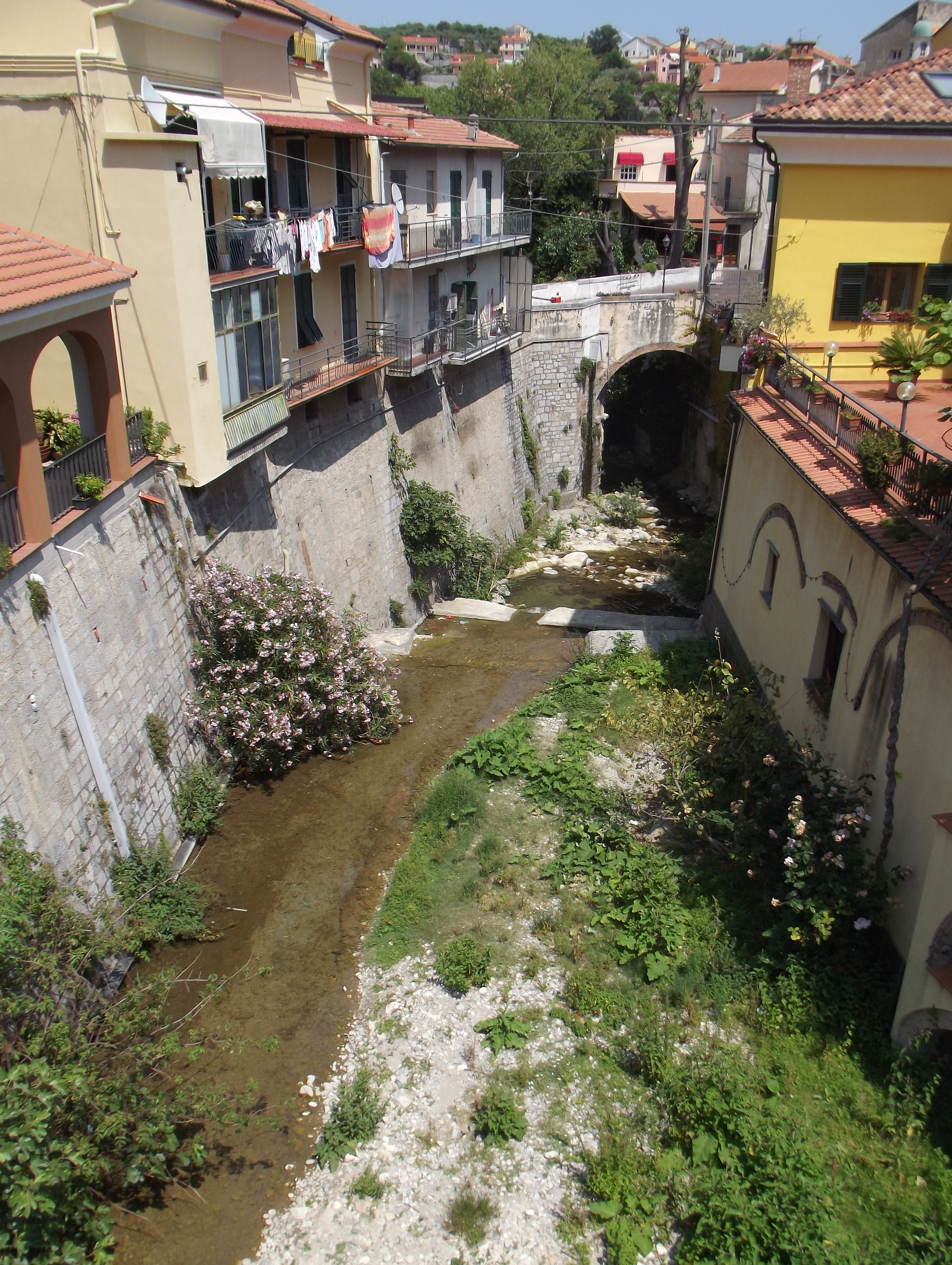
Il rio Barescione a Toirano

  - rio della valle: è uno dei due rami sorgentizi che danno origine al torrente e nasce presso il giogo di Toirano;
  - rio delle Banchette: nasce dal monte Ravinet e dopo aver attraversato l'abitato di Boissano sfocia nel varatella tra Toirano e Borghetto.
- Destra idrografica:
  - rio di Carpe: è uno dei due rami sorgentizi che danno origine al torrente; la sua sorgente è collocata a sud della Rocca Barbena e prende il nome dalla frazione Carpe;
  - rio Barescione: nasce attorno ai 650 metri di quota presso la Croce di Tornassa e si congiunge al Varatello a Toirano;
  - rio di Riva: si tratta di un breve corso d'acqua che prende origine nei pressi del monte Acuto e sfocia nel Varatella poco a valle di Toirano.

## Pesca

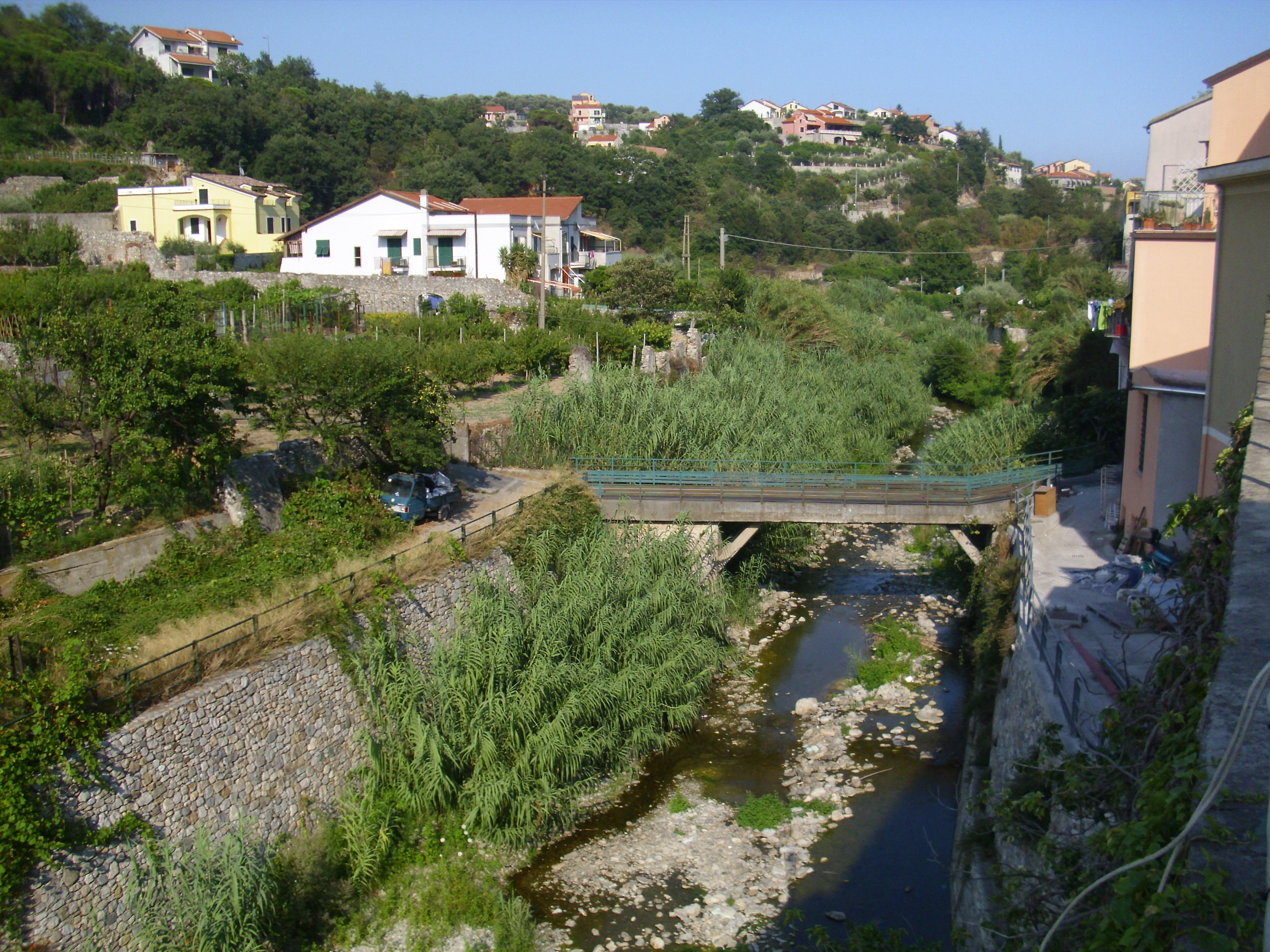
Il Varatella a Toirano

Come negli altri torrenti della provincia di Savona la pesca è in generale permessa durante il giorno; di notte è invece possibile la sola pesca dell'anguilla, esclusivamente nel tratto compreso tra la confluenza del rio Barescione e l'Aurelia.